# Нороєнь
Нороєнь, Нороєні (рум. Noroieni) — село у повіті Сату-Маре в Румунії. Входить до складу комуни Лазурі.
Село розташоване на відстані 456 км на північний захід від Бухареста, 10 км на північ від Сату-Маре, 134 км на північний захід від Клуж-Напоки.

## Населення
За даними перепису населення 2002 року у селі проживали 359 осіб.
Національний склад населення села:
| Національність | Кількість осіб | Відсоток |
| -------------- | -------------- | -------- |
| румуни         | 220            | 61,3%    |
| угорці         | 136            | 37,9%    |

Рідною мовою назвали:
| Мова      | Кількість осіб | Відсоток |
| --------- | -------------- | -------- |
| румунська | 222            | 61,8%    |
| угорська  | 137            | 38,2%    |